# 커버드 콜
커버드 콜(covered call)이란 콜 옵션을 매도하는 것과 동시에 기초자산을 매입하는 행위 또는 그런 전략을 말하며, 변동성이 큰시장에서 유리하다. 기초자산이 하락하면 기초자산만을 보유한 것보다 실적이 좋지만, 반대로 기초자산이 상승하면 콜 매도로 인하여 제한적인 수익이발생한다.